# 靈裝戰士
《靈裝戰士》（日语：ガイストクラッシャー）是日本財寶开发及卡普空发行的任天堂3DS動作遊戲，游戏于2013年12月5日在日本地区發售。同名动画於2013年10月2日在東京電視台播出。

## 概要
2047年，從地下50,000公尺的神話層發現了金屬礦－「蓋金屬（ガイメタル）」。由於蓋金屬是高純度的能量金屬，便開始被當做新能源在世界各地開採。在2055年，出現了全身覆蓋著蓋金屬的金屬生命體「蓋斯特（ガイスト）」，開始襲擊人類。
為了對抗蓋斯特的威脅，人類集結了全世界的科學力量，組建了超國家蓋斯特對抗組織「GCG（Gaist Crusher Garrison）」。
故事一開始敘述金屬生命體「蓋斯特」突然出現於地球肆虐，與其對抗的超國家蓋斯特對抗組織GCG卻束手無策。GCG擁有與蓋斯特戰鬥用的最強武裝，採用外金屬製成的「靈裝戰甲（ガイストギア）」，但卻發生了旗下隊員無法順利變身，陷入英雄無用武之地的窘境。
主角「白銀烈火」就讀於鐵鋼中學，個性古道熱腸，正義感強烈。為了幫助好友新田建主持公道，他在學校後方的龍神山與天念格斯單挑。兩人還未分出勝負之時，就捲入了湖中湧現的蓋斯特「鐵鋼龍神」的作亂，讓城鎮陷入危機。烈火在偶然的情況下拿起GCG遺落的金屬，並做出覺悟後，挺身變身為靈裝戰士與鐵鋼龍神戰鬥，也正式成為靈裝戰士。
烈火將透過裝有名為「蓋金屬」的道具「蓋機（ガイフォン）」，穿上特殊的「靈裝戰甲（ガイストギア）」，為了保衛地球和平與同樣裝備了蓋金屬的神秘金屬生命體「蓋斯特」對戰。
劇中有超過100種蓋斯特登場，玩家可藉由打倒蓋斯特取得它們身上的蓋金屬來創造相同數量的靈裝戰甲，而電視動畫版將展現更多熱血帥氣戰鬥場面，除了融合友情與羈絆的感動劇情，還有讓人捧腹大笑的兒童卡通搞笑橋段。這便是蓋斯特和人類激烈，白熱化戰爭的開始。

## 登場人物

### 主要人物
白銀烈火（聲：山下大輝（日本）；張方正（香港））
本作第一男主角。
13歲，出生於2051年5月5日，金牛座B型，身高161.8cm，體重55kg。
鐵鋼中學的一年級學生，是故事中第一位登場的靈裝戰士。
為人熱血衝動，是一個持有熱血突破・炎之心的靈裝戰士，經常在話中會加上「爆盛」兩個字。
家裡本身是開便當店的，是個超級愛吃飯的大胃王。某天被捲入鐵鋼‧龍神的襲擊事件中
在危急關頭憑著其驚人的覺悟而成功進行用「火焰・芬里爾」進行武裝變身(Gaist On)。
並以靈裝戰士的身份與佳斯獸鐵鋼‧龍神展開戰鬥，也因此令他日後踏上與蓋斯特戰鬥的生活當中。
原本因其成績欠佳，並沒有成為靈裝戰士應具有的實力而一度被GCG部分成員反對其加入。
但其爆盛的覺悟卻能發揮無限的可能性，故最終容許其加入。隨著故事的進展，可看到他十分關心同伴。
還成功讓不肯與人合作的西林，與其為敵的伊砂，兩位戰鬥力高的靈裝戰士回歸GCG，讓戰力得到大大提升。
故事中所用的必殺技有「超爆烈火 爆裂彈」、「燃燒上鉤拳」、「燃燒雷射」、「燃燒蝶球」、「灼熱圓斬波」
姓氏「白銀」源自銀礦石，名字「烈火」則對應其屬性。
持有靈裝戰甲：火焰・芬里爾（炎屬性）[第一季至第二季中期主要]，爆炎・芬里歐（炎屬性）[第二季後期主要]
金剛寺隼人（聲：井口祐一（日本）；李致林（香港））
本作第二男主角。
14歲，出生於2050年1月24日，水瓶座AB型，身高172cm，體重56kg。
年輕的武道家，是金剛鳥人拳的繼承人，是故事中第二位登場的靈裝戰士，是烈火的前輩，與西林同期進入GCG。
個性冷靜，不少場合也能找出細微的線索，並會指示其他成員按照自己所想的作戰行事。
口頭禪為「黃金(Golden)」，曾用「黃金(Golden)」來稱讚烈火的表現和形容西林的頭髮。
在第1集因在奧林匹列斯中執行任務未能回鐵鋼鎮對付佳斯獸，於第2集回來後與烈火進行實戰測驗。
故事中所用的必殺技有「金剛鳥人拳奧義　黃金旋風掌」、「黃金龍捲拳」、「黃金飛腿」、「黃金旋風彈」、「回轉龍捲十字斬」
姓氏「金剛寺」源自金剛石，名字「隼人」則對應其屬性。
持有靈裝戰甲：疾風・迦樓羅（風屬性）[第一季至第二季中期主要]，風暴・迦樓迪亞（風屬性）[第二季後期主要]
真銅藏馬（聲：高瀨泰幸（日本）；胡家豪（香港））
本作第三男主角。
13歲，出生於2051年2月2日，水瓶座A型，身高163.5cm，體重60kg。
是戰國時期的“真銅一族”的後裔，是故事中第三位登場的靈裝戰士，是烈火的前輩，設定上比隼人晚成為靈裝戰士。
擅長變裝成不同的人，且不會讓人看得出來，比如剛登場便變裝成波爾剛所長。
由於GCG心感力量不足需要加強戰力，加上其特訓快將完成，故GCG希望其歸隊。
初登場於5話，由於想碰碰新成為靈裝戰士的烈火，便假裝波爾剛所長觀察其實力。
初次與烈火見面常說一些挖苦語的話，並且本身不認同烈火適合當靈裝戰士，曾經變裝過烈火樣貌出擊。
但後來承認烈火身為靈裝戰士的覺悟與能力，與蓋斯特對戰關鍵時總是抱著一定擊倒對方的覺悟。
對「大地・八頭蛇」有很強烈的執著，一度不願意使用炎屬性的怪異・九尾出擊。
故事中所用的必殺技有「真銅忍法秘傳 山嵐」、「鬪氣手裏劍」、「螺子蓮擊」、「蒼魔刀」、「鬪氣彈」、「蟷螂五斬」、「X‧分割」
姓氏「真銅」源自綠銅石，名字「藏馬」則對應其屬性。
持有靈裝戰甲：大地・八頭蛇（地屬性）[第一季至第二季中期主要]，地球・大捷蛇（地屬性）[第二季後期主要]
西林·戈玆哈特（聲：古川慎（日本）；曹啟謙（香港））
本作第四男主角。
14歲，出生於2050年12月10日，射手座，身高171.5cm，體重60kg。
故事中第四位登場的靈裝戰士，與隼人同期進入GCG，後因無法接受自己任務上的失誤調職至冰雪之國寒冰加爾德。
個性孤辟，總喜歡獨自一人行動。身上長期戴著暴雪・獨角獸的蓋金屬及蓋機來武裝變身成靈裝戰士，非常喜歡音樂，空閒時偶爾會吹奏短笛。
經常會在說話中加上各種音樂用詞，口頭禪為「要終結了！」、「聽著吧，臨終前的安魂曲！」
常用短笛吹奏提示斯洛夫洛古上的居民有蓋斯特襲擊，可是當地居民皆認為他是瘟神，會帶來不祥。
對一年前大和佳斯獸襲擊令寒冰加路多分部的成員慘被冰封感到自責，因而不希望再失去同伴。
並對增派成員一事多加拒絕，認為自己一人就能搞定寒冰加路多的事。亦因此緣故，初登場時並不肯與烈火等人合作。
但在烈火等人多次對談了解原因後，眾人齊力對抗大和蓋斯特-月光・月詠 (ムーンライト・ツクヨミ)。
在戰鬥結束後成功救回之前封閉在冰層的寒冰加路多分部戰鬥隊員而解開心結，再次回歸GCG當中。
在第31集中感受到伊砂冰冷的內心，並認為戰鬥是無可避免的。
故事中所用的必殺技有「冰晶交響曲」、「強力粉碎」、「節拍音波」、「藍調」、「出神‧藝術」、「堆積節拍」、「空葬‧冰點破」
姓氏「クォーツハート」源自心水晶，名字「シレン」則源自警笛（暗指西林在初登場時常吹短笛警告居民有蓋斯特）
持有靈裝戰甲：暴雪・獨角獸（冰屬性）[第一季至第二季中期主要]，幻象・旋角獸（冰屬性）[第二季後期主要]
黑曜伊砂（聲：松岡禎丞、飯田友子（年幼期）（日本）；李凱傑、許盈（幼年）（香港））
本作第五男主角。
15歲，出生於2049年7月25日，獅子座，身高174.5cm，體重60kg。
為了報復摧毀故鄉的蓋斯特因而成為靈裝戰士，是故事中第五位登場的靈裝戰士。
是烈火他們的前辈。一年前意外失蹤，所以初登場時與烈火等人為敵。
與波爾剛所長有段未知的過去，為人重情重義，絕不輕易改變已信任的想法。
個性沉默寡言，但說話直腸直肚，絕不轉彎抹角，一點都不能靈活變通，十分固執。
小時候被竄改過記憶，是宙斯事件的受害者。其姐姐穗乃香在事件當中因為了救他而逝世。
後來被波爾剛所長帶回，因而立志成為靈裝戰士。有次執行任務因反抗命令而被停職一年。
再一次與烈火的單獨對決當中，由於最後烈火勝利而與烈火等人成為同伴。
回憶起真相後一度感到迷惘而無法武裝變身，後來在回想中經由姐姐的鼓勵之下。
想起自己立志成為靈裝戰士的真正原因，再次武裝變身成功，也再次回歸GCG當中。
故事中所用的必殺技有「變異破滅」、「火山爆發」、「地獄利爪」、「微塵射擊」、「千本槍‧雷光」
姓氏「黑曜」源自黑曜石。
持有靈裝戰甲：雷霆・龍騎士（雷屬性）[第一季至第二季中期主要]，離子・龍雷薩（雷屬性）[第二季後期主要]

### GCG
洛克·波爾剛（聲：小西克幸（日本）；陳卓智→李鎮然（香港））
28歲，出生於2036年6月9日，身高188.5cm，體重95kg。
GCG所長，初代靈裝戰士之一。
專用靈裝戰甲有上將阿戈爾，離子龍雷撒
螢·露明妮娜（聲：高垣彩陽（日本）；吳羨婷（香港））
櫻珊瑚（聲：種田梨沙（日本）；葉曉欣（香港））
13歲，出生於2051年3月27日，身高155.5cm。
GCG成員，在作戰時為烈火等人提供援助。
綠翡翠（聲：雨宮天（日本）；黃昕瑜（香港））
金剛寺琥珀（聲：田野麻美（日本）；凌晞（香港））
13歲，出生於2050年9月6日，身高140cm。
GCG成員，隼人的妹妹。
馬格尼斯（聲：利根健太朗（日本）；劉奕希（香港））
亞藤陣太（聲：村瀨迪與（日本）；黃瑩瑩（香港））
吉克·巴拿（聲：最上嗣生（日本）；張錦江（香港））
24歲，出生於2040年6月18日，身高180.8cm，體重100kg。
GCG戰鬥班長。
鍍金三兄弟（聲：利根健太朗（一郎）、茂木孝允（次郎）、黑澤壽樹（三郎）（日本）；李安邦（一郎）、陳耀楠（次郎）、（三郎）（日本））
GCG靈裝戰士候補生。
托馬斯（聲：藤原啟治（日本））
阿久亞曼蓮（聲：矢島晶子（日本）；林元春（香港））

### 消除者
賽法（聲：鈴村健一（日本）；鄧志堅（香港））
16歲，出生於2048年2月26日，身高180.5cm，體重72kg。
消除者幹部，蓋金屬研究所襲擊事件的主謀。
勞恩達（聲：三石琴乃（日本）；黃淑芬（香港））
20歲，出生於2044年8月12日，身高172cm。
消除者幹部。
蠻剛（聲：屋良有作（日本）；陳耀楠（香港））
28歲，出生於2036年7月25日，身高210cm，體重120kg。
消除者幹部。
阿露米（聲：矢尾一樹（日本）；陳灝瑋（香港））
24歲，出生於2040年3月8日，身高182cm，體重68kg。
消除者幹部。
歐米加（聲：石塚運昇（日本）；陳永信（香港））
消除者首領。

### 白銀家
白銀業火（聲：福松進紗（日本）；招世亮（香港））
烈火的父親。
白銀火野子（聲：井上喜久子（日本）；鄭麗麗（香港））
烈火的母親。
白銀燐（（しろがね りん），聲：潘惠美（日本）；李潤知（香港））
烈火的姐姐。

### 鐵鋼中學
灰野灰二郎（聲：二又一成（日本）；李錦綸（香港））
烈火的老師。
新田建（聲：寺島愛（日本）；伍秀霞（香港））
一年級生。
天念格斯（聲：野村大地（日本）；林筠翔（香港））
二年級生。自稱「永久番長」。
油屋傳助（聲：柳原哲也（日本）；李震權（香港））
二年級生。
知丹崎優（聲：三村悠奈（日本）；陳灝瑋（香港））
學生會會長。

### 其他
哈奇（聲：八龍山崎（日本）；鍾見麟→陳廷軒（香港））
記者。
藤也（聲：丸山有香（日本）；林元春（香港））
班（聲：西村太佑（日本）；林保全（香港））
賽力沙（聲：諸星堇（日本）；羅孔柔（香港））
吉布（聲：真堂圭（日本）；雷碧娜（香港））
戴茲（聲：高橋智秋（日本）；詹健兒（香港））
龍紋（聲：稻田徹（日本）；林筠翔（香港））
力戰（聲：園部好德（日本）；陳成港（香港））
達奈特（聲：濱田賢二（日本）；鍾見麟（香港））
漢雷·加布羅（聲：谷山紀章（日本）；陳耀楠（香港））
黑曜穗乃香（聲：仙台惠理（日本）；廖杏茵（香港））
伊砂的姐姐。

## 名詞
- 蓋機

「聖靈裝置」又另稱蓋機。可變形為鎧甲形式和武器形式。
「聖靈裝置」是使用了從金屬生命體「蓋斯特」處採取的為佳金屬「聖靈金屬」所製作的，對蓋斯特作戰用特殊可變武裝。
能與未知的金屬生命體「蓋斯特」戰鬥的靈裝戰士
通過與「聖靈 （音譯：蓋斯特）」的戰鬥破碎者們可以獲得可變武裝「聖靈裝置」。
為了與比自己大很多的強大「蓋斯特」戰鬥，將「蓋斯特」的力量武裝在自身是必要的。
- G波

所有的生命形式以波長發出。透過蓋斯特發射的G波是非常之高，傳說蓋斯特的G波更加達到幾百萬。另稱單位為佳伏特。
- G共鳴（G共鳴）

蓋金屬本身發出的G波和人體諧振波匹配。
- 御風號（エアドライバー）

是GCG大規模生產的單人長途滑行機。
本身可以讓體重輕的多重搭乘，需要裝備才能搭乘使用。
- 靈裝戰甲

是一種蓋金屬結晶變身裝置，是使用時以特殊盔甲套裝覆蓋全身。
變身後會降低損傷度的能力
- 粉碎時機（クラッシュチャンス）

當蓋斯特被攻擊至一定程度時，所產生的現象。
- 鎧甲形態（メイルフォーム）

鎧甲形態能夠將蓋金屬變為覆蓋在身上的鎧甲，能力均衡的格鬥類型。
- 武器形態（ウェポンフォーム）

武器形態能夠將變為蓋金屬武器形，是一個強化了攻擊的武器類型。可變的武器有很多種類，不過會對自身的防禦力降低。
- 極限形態（エクストリームフォーム）

極限型態是指蓋金屬的最終形態。可以最大限度發揮蓋金屬的能力。
但變身為極限形態時不容易控制，不僅需要10萬蓋伏特以上的G波才能變身，變身解除後對其身體負擔也很重。
最糟的狀態是極限狀態的變身會無法解除，裝備者本身恐怕會變成蓋斯特。

### 蓋斯特
能透過G波而覺醒成各種型態獸形且具有強大力量的蓋斯特，外型大多偏向神話生物。
- 烈焰・芬里爾（フレイム・フェンリル）

自然屬性：火
武器屬性：炎狼劍
類型：狼
- 疾風・迦樓羅（ウインド・ガルーダ）

自然屬性：風
武器屬性：迦樓羅羽翼
類型：鳥
擁有大型六片羽毛的鳥型蓋斯特。飛翔能力超過音速。
- 能量・風獅（エナジー・シーサー）

自然属性：炎　
武器屬性：風獅大砲
種別：獸
- 大地・八頭蛇（ガイア・オロチ）

自然屬性：地
武器屬性：大蛇之刃方
類型：多頭蛇
擁有八個蛇頭身思想的蓋斯特，下半身磁盤可以同時快速轉動。
- 鐵鋼・龍神（テッコウ・リュウジン）

自然屬性：冰
武器屬性：鋼鐵龍神槍
類型：龍
本身為蓋金屬之一，從龍神池中覺醒。
- 燃燒・蠑螈（バーン・サラマンダー）

自然屬性：火
類型： 蜥蜴
擅長火焰攻擊從口中噴出大量火焰。
- 陰陽・八咫烏（オンミョウ・ヤタガラス）

自然屬性：火
武器屬性：長矛
類型：鳥
- 叢林・木精（ジャングル・ キジムナー）

自然屬性：地
類型：巨人
木精是美麗國的傳說神獸，本身非鐵鋼鎮的。
巨人型蓋斯特，在全國能控制植物爆發使植物周圍活性化並加以操作的能力。
- 暴雪・獨角獸（ブリザード・ユニコーン）

武器屬性：獨角獸弓箭
自然屬性：冰
類型：獨角獸 (麒麟)
- 海爾・冰霜（ヘイル・フロスト）

武器屬性：
自然屬性：冰
類型：魔人
- 噴霧・窟室（ミスト・クーシー）

武器屬性：
自然屬性：地
類型：狗
- 幸運・阿提密斯（フォーチュン・アルテミス）

武器屬性：
自然屬性：風
種別： 鹿
可以和 快樂•聖誕老人 產生特殊波共鳴
- 領主・男爵（ロード・バロン）

自然屬性：風
武器屬性：錘
類型：獅子
- 聖櫃・鳳凰（アーク・フェニックス）

自然屬性：火
武器屬性：炎槍不死鳥
類型：鳥
據說喝下他的血能成為不朽的鳥。
- 永恆・奧丁（エターナル・オーディーン）

自然屬性：冰
武器屬性：刀片
類型：巨人
古老的巨大的聖靈，曾經於冰雪地獄的冰層上附近的加德鎮出現過。
- 血腥・魔人（ブラッディー・オーガ）

自然屬性：土
武器屬性：長矛
類型：巨人
- 百萬・萬年（ミリオン・マンネン）

自然屬性：冰
武器屬性：
類型：海龜
- 白色・利維坦（ヴァイス・リヴァイアサン）

自然屬性：冰
武器屬性：
類型：魚
是來自10公里離鋼鐵海灣沿岸的海底超活化巨大型魚。
魚翅膀震動時像刀片一樣發射礫石像是裂冰的力量。
- 快樂・聖誕老人（ハッピー・サンタクロース）

自然屬性：冰
武器屬性：
類型：巨人
具有彩色氣息的佳斯獸，外觀顯眼的巨型變種異常類型。
可以和 幸運・阿提密斯 產生特殊波共鳴。
- 凍原・阿斯塔爾特（ツンドラ・アスタルテ）

自然屬性：冰
武器屬性：錘
類型： 牛
- 巨人・貝希摩斯（ギガント・ベヒーモス）

自然屬性：火
武器屬性：錘
類型：豬
本身習慣大行動在一條直線上。
具有累積對方G波的能力。能把火的熱量放於在體內。
- 月光・月詠

聲 - 榊原良子
自然屬性：地
武器屬性：
類型：神
是從古代大和國流傳下來力量的大和蓋斯特。
曾經令西連被誤認為間接殺死艾斯加特分部的GCG戰鬥部成員。
實際上只是把艾斯加特的GCG戰鬥部隊成員性命封閉在寒冰層內而令他們進入假死狀態。
之後被烈火等人解救並回復自我神識後將艾斯加特分部的GCG戰鬥部隊成員解除假死狀態。

## 電視動畫
2013年10月2日起於東京電視台播放。

### 製作人員
- 原作：卡普空
- 監督：高本宣弘
- 系列構成：西園悟
- 角色設計/總作畫監督：石橋有希子
- 機械設計：福島秀機
- 美術監督：井上繪理
- 色彩設計：篠原愛子
- 攝影監督：木村伸夫
- 編輯：瀨山武司
- 音樂：田中公平、根岸貴幸
- 音響監督：石橋利香
- 音響效果：今野康之
- 動畫製作：Studio Pierrot
- 製作：靈裝戰士製作委員會

### 主題曲
片頭曲
（第1－36話）
作詞：藤林聖子，作曲：田中公平，編曲：根岸貴幸，歌：北谷洋
（第37－51話）
作詞：藤林聖子，作曲：田中公平，編曲：根岸貴幸，歌：北谷洋
片尾曲
「Ready to Ride」（第1－33話）
作詞、作曲：YUTO，編曲：CLUTCHO，歌：CLUTCHO
「We will Survive」（第34－51話）
作詞：多田宏，編曲：MB2nd.The Sketchbook，作曲、歌：The Sketchbook

### 各話列表
| 話數   | 日文標題 | 中文標題                            | 日本首播日期 | 劇本            | 分鏡              | 演出       | 作畫監督                                                          |
| ------ | -------- | ----------------------------------- | ------------ | --------------- | ----------------- | ---------- | ----------------------------------------------------------------- |
| 第1話  |          | 決心爆滿!靈裝戰士誕生!!             | 2013.10.02   | 西園悟          | 高本宣弘          | 高本宣弘   | 一居一平、高原修司                                                |
| 第2話  |          | 分數滿缸紅! 突破GCG考試吧!!         | 2013.10.09   | 西園悟          | 菱川直樹          | 菱川直樹   | Chang Bum Chul Park Hong Kun                                      |
| 第3話  |          | 蓋斯特雙重現身! 粉碎核心金屬!!      | 2013.10.16   | 西園悟          | 大庭秀昭          | 高本宣弘   | 上野卓志、清水勝祐 鈴木信一                                       |
| 第4話  |          | 友誼萌芽! 金光燦爛的兩人!!          | 2013.10.23   | 西園悟          | 川西泰二          | 川西泰二   | Lee Sang Min                                                      |
| 第5話  |          | 叢林大包圍! 藏馬登場!!              | 2013.10.30   | 西園悟          | 小寺勝之          | 佐藤清光   | Emu Ik Hyun Kim Young Il Lee Jong Gyeong                          |
| 第6話  |          | 超級大決心! 極限形態!!              | 2013.11.06   | 西園悟          | 中原禮            | 蔦田惣一   | 矢吹智美                                                          |
| 第7話  |          | 小夢誰先覺!GCG最大的危機!           | 2013.11.13   | 西園悟          | 小寺勝之          | 高橋英俊   | 清水勝祐、柳瀨讓二                                                |
| 第8話  |          | 日蝕天黑黑!來自大海的惡魔!!         | 2013.11.20   | 山口亮太        | 菱川直樹          | 菱川直樹   | 一居一平、竹內桃子 高原修司                                       |
| 第9話  |          | 聖誕大作戰!琥珀的回憶!!             | 2013.11.27   | 山口亮太        | 大庭秀昭          | 大庭秀昭   | 上野卓志、清水勝祐                                                |
| 第10話 |          | 神秘的亡跡?烈火身陷險境!!           | 2013.12.04   | 西園悟          | 川西泰二          | 川西泰二   | Chang Bum Chul                                                    |
| 第11話 |          | 鐵鋼中學精神!烈火大反擊!!           | 2013.12.11   | 西園悟          | 小柴純彌          | 小柴純彌   | Lee Sang Min                                                      |
| 第12話 |          | 危機四伏!鐵鋼鎮大決戰!!             | 2013.12.18   | 西園悟          | 大畑晃一          | 佐藤清光   | 柳瀨讓二、清水勝祐 宇都木勇                                       |
| 第13話 |          | 異國夢滿載!下一站艾斯嘉特!!         | 2013.12.25   | 西園悟          | 菱川直樹          | 菱川直樹   | Eum Ik Hyun Park Myeong Hun Lee Jong Gyeong                       |
| 第14話 |          | 風雪蓋冰國!第4位靈裝戰士!!          | 2014.01.08   | 西園悟          | 嶌田惣一          | 嶌田惣一   | 矢吹智美                                                          |
| 第15話 |          | 疑惑數不清!在雪原中消失的西林       | 2014.01.15   | 赤星政尚        | 小寺勝之          | 西片康人   | Hong Sok Pyo                                                      |
| 第16話 |          | 火炎三重天!打倒寒冰惡魔!!           | 2014.01.22   | 山口亮太        | 鈴木吉男          | 鈴木吉男   | 上野卓志、清水勝祐 胡陽樹                                         |
| 第17話 |          | G波衝天!謎之大和蓋斯特!!            | 2014.01.29   | 西園悟          | 川西泰二          | 川西泰二   | Kim Hyo Eun Park Jong Jun                                         |
| 第18話 |          | 激戰大和蓋斯特!為報仇粉碎敵人!!     | 2014.02.05   | 西園悟          | 小柴純哉          | 小柴純哉   | Lee Sang Min Kim Jong Heon                                        |
| 第19話 |          | 無限個蠻剛!雪祭的惡夢!!             | 2014.02.19   | 赤星政尚        | 小寺勝之          | 佐藤清光   | Park Myeong Hun Lee Jong Gyeong                                   |
| 第20話 |          | 鎖定疑犯!襲擊事件的真相!!           | 2014.02.26   | 西園悟          | 菱川直樹          | 菱川直樹   | 柳瀨讓二、岡崎伸浩                                                |
| 第21話 |          | 驚世遺跡!震撼的過去!!               | 2014.03.05   | 西園悟          | 嶌田惣一          | 嶌田惣一   | 矢吹智美                                                          |
| 第22話 |          | 聖獸現身!白堊紀的真相!!             | 2014.03.12   | 西園悟          | 鈴木吉男          | 鈴木吉男   | 清水勝祐 Soung Jin Young                                          |
| 第23話 |          | 聖獸集合!回歸現代大作戰!!           | 2014.03.19   | 西園悟          | 小寺勝之          | 高橋英俊   | Chang Bum Chul Choi Nak Jin                                       |
| 第24話 |          | 波爾剛鬥志燃燒!大無謂決心上陣!!     | 2014.03.26   | 山口亮太 西園悟 | 川西泰二          | 川西泰二   | Han Seung Jin Kim Jong Heon                                       |
| 第25話 |          | 惡鬥連場!艾斯嘉特總動員出戰!!       | 2014.04.02   | 赤星政尚        | 佐藤清光          | 佐藤清光   | 宮田瑠美 Lee Joung Kyuong Eum Ik Hyun Park Myeong Hun Seo Jin Won |
| 第26話 |          | GCG解散!充滿謎團的迪薩多拉度!!      | 2014.04.09   | 赤星政尚        | 佐野健一          | 畠山茂樹   | 飯飼一幸 相坂直紀                                                 |
| 第27話 |          | 仇恨的雷電！黑色的靈裝戰士!!        | 2014.04.16   | 西園悟          | 黑瀨大輔          | 黑瀨大輔   | 佐藤陽子                                                          |
| 第28話 |          | 灼熱龍捲風!沙漠的魔神!!             | 2014.04.23   | 西園悟          | 嶌田惣一          | 嶌田惣一   | 矢吹智美                                                          |
| 第29話 |          | 彩虹綠洲!盡全力養傷!!               | 2014.04.30   | 西園悟          | 小寺勝之          | 長濱亘彦   | 川口弘明 菅野智之                                                 |
| 第30話 |          | 水位急降!乾涸的尼爾羅!!             | 2014.05.07   | 赤星政尚        | 菱川直樹          | 菱川直樹   | Kim Hyo Eun Park Jong Jun                                         |
| 第31話 |          | 鬥獸場陷阱!靈裝戰士全軍覆沒!?       | 2014.05.14   | 西園悟          | 久城りおん        | 久城りおん | 高原修司 清水勝祐                                                 |
| 第32話 |          | 夕陽下的激戰!烈火對伊砂!!           | 2014.05.21   | 西園悟          | 小柴純彌          | 小柴純彌   | Eum Ik Hyun Park Myeong Hun Seo Jin Won 宮田瑠美、柳瀨讓二        |
| 第33話 |          | 虛假的憤怒!伊砂的記憶!!             | 2014.05.28   | 赤星政尚        | 小寺勝之          | 川西泰二   | Lee Sang Min                                                      |
| 第34話 |          | 亡跡金字塔！不能武裝變身！！        | 2014.06.04   | 赤星政尚        | 香川豐            | 畠山茂樹   | 飯飼一幸 相坂直紀                                                 |
| 第35話 |          | 5倍雷電能量!打倒日利‧太陽神!!       | 2014.06.11   | 西園悟          | 大原実            | 加藤顕     | 青木真理子                                                        |
| 第36話 |          | 消滅者奧美加現身!GCG投降的一日      | 2014.06.18   | 西園悟          | 小寺勝之          | 菱川直樹   | Kim Hyo Eun Chang Bum Chul                                        |
| 神章篇 |          |                                     |              |                 |                   |            |                                                                   |
| 第37話 |          | 一切的開端!宇宙事件的全貌!!         | 2014.06.25   | 西園悟          | 佐藤清光          | 佐藤清光   | Park Myeong Hun Seo Jin Won Eum Ik Hyun                           |
| 第38話 |          | 第一次也是最後一次!悲劇的靈裝戰士!! | 2014.07.02   | 西園悟          | 鈴木吉男          | 長濱亘彦   | 川口弘明、菅野智之 飯飼一幸、高橋直樹 宇都木勇                    |
| 第39話 |          | 傳說的五大龍!新田與小威!!           | 2014.07.09   | 筆安一幸        | 菱川直樹          | 菱川直樹   | 清水勝祐、宮田瑠美                                                |
| 第40話 |          | 宇宙傳說!激戰五大龍!!               | 2014.07.16   | 筆安一幸        | 光枝愛治          | 川西泰二   | Lee Sang Min                                                      |
| 第41話 |          | 宿敵復活!靈裝戰士一敗塗地!?         | 2014.07.23   | 赤星政尚        | 小寺勝之          | 畠山茂樹   | 飯飼一幸、相坂直紀 長山延好                                       |
| 第42話 |          | 守護大樹堤魯魯族!尋找初代靈裝戰士!! | 2014.07.30   | 西園悟          | 大原實            | 加藤顯     | 島田英明、松岡秀明                                                |
| 第43話 |          | 與初代修練!誓取!進化型蓋金屬!!      | 2014.08.06   | 赤星政尚        | 稻井仁            | 菱川直樹   | Lee Seok In                                                       |
| 第44話 |          | 伊莎雷離子!奧布西特的記憶!!         | 2014.08.13   | 筆安一幸        | 小野勝巳          | 川西泰二   | Park Myeong Hun Seo Jin Won Eum Ik Hyun Lee Joung Kyong           |
| 第45話 |          | 誓報一戰之仇!進化型靈裝戰士!!       | 2014.08.20   | 西園悟          | 佐藤清光          | 佐藤清光   | 清水勝祐、宮田瑠美 高原修司、柳瀨讓二                             |
| 第46話 |          | 露米捏拉的恩怨!杜斯美亞的真面目!!   | 2014.08.27   | 西園悟          | 小寺勝之          | 長濱亘彦   | 川口弘明、菅野智之                                                |
| 第47話 |          | 勞恩達的悲哀!女人的執著好可怕!!     | 2014.09.03   | 西園悟          | 菱川直樹          | 菱川直樹   | 岡崎伸浩、高原修司 吉本欣司 Song Jin Young Kim Hi Gang            |
| 第48話 |          | 全球湧現蓋斯特!滅絕宙斯的咆哮!!     | 2014.09.10   | 赤星政尚        | 光枝愛治          | 畠山茂樹   | 飯飼一幸、相坂直紀                                                |
| 第49話 |          | 天神蓋斯特!!地球滅亡零秒倒數!!      | 2014.09.17   | 西園悟          | 大原実            | 加藤顯     | 青木真理子、清水博幸                                              |
| 第50話 |          | 暗黑西法!展開混沌行動!!             | 2014.09.24   | 西園悟          | 稻井仁            | 川西泰二   | 富山大輔 Lee Seok In                                              |
| 第51話 |          | 決心爆熱爆滿!再見了靈裝戰士!!       | 2014.10.01   | 西園悟          | 佐藤清光 高本宣弘 | 佐藤清光   | 宮田瑠美、清水勝祐 Park Myeong Hun Seo Jin Won                    |

### 播放電視台
| 播放地區       | 播放電視台    | 播放日期                                           | 播放時間（UTC+9）                                   | 所屬聯播網        | 備註   |
| -------------- | ------------- | -------------------------------------------------- | --------------------------------------------------- | ----------------- | ------ |
| 關東廣域圈     | 東京電視台    | 2013年10月2日－2014年10月1日                       | 星期三 18時00分－18時30分                           | 東京電視網        | 製作局 |
| 北海道         | TV北海道      | 2013年10月2日－2014年10月1日                       | 星期三 18時00分－18時30分                           | 東京電視網        |        |
| 愛知縣         | 愛知電視台    | 2013年10月2日－2014年10月1日                       | 星期三 18時00分－18時30分                           | 東京電視網        |        |
| 大阪府         | 大阪電視台    | 2013年10月2日－2014年10月1日                       | 星期三 18時00分－18時30分                           | 東京電視網        |        |
| 岡山縣、香川縣 | 瀨戶內電視台  | 2013年10月2日－2014年10月1日                       | 星期三 18時00分－18時30分                           | 東京電視網        |        |
| 福岡縣         | TVQ九州放送   | 2013年10月2日－2014年10月1日                       | 星期三 18時00分－18時30分                           | 東京電視網        |        |
| 日本全國       | BS JAPAN      | 2013年10月4日－2014年3月28日 2014年4月4日－10月3日 | 星期五 07時55分－08時25分 星期五 08時00分－08時29分 | 東京電視網 BS放送 |        |
| 日本全國       | d Anime Store | 2013年10月23日－                                   | 星期三 12時00分－12時30分                           | 網路電視          |        |
| 日本全國       | 萬代頻道      | 2013年10月30日－                                   | 星期三 12時00分－12時30分                           | 網路電視          |        |

| 播放地區 | 播放電視台            | 播放日期                     | 播放時間                                        | 備註     |
| -------- | --------------------- | ---------------------------- | ----------------------------------------------- | -------- |
| 香港     | TVB兒童台、TVB Window | 2014年12月2日－2015年2月10日 | 星期一至五 06:00－06:30                         | 兩台聯播 |
| 香港     | J2                    | 2015年7月6日－9月2日         | 星期一至五 07:30－08:00 8月24日改為07:30－08:30 |          |
| 香港     | 翡翠台                | 2017年2月3日－7月28日        | 星期四、五 17:20－17:50 4月14日 17:20－18:00    |          |

| 翡翠台 星期一至五 15:45－16:15 節目 2022年1月31日、2月8日、2月23日臨時節目調動暫停播映 | 翡翠台 星期一至五 15:45－16:15 節目 2022年1月31日、2月8日、2月23日臨時節目調動暫停播映 | 翡翠台 星期一至五 15:45－16:15 節目 2022年1月31日、2月8日、2月23日臨時節目調動暫停播映 |
| -------------------------------------------------------------------------------------- | -------------------------------------------------------------------------------------- | -------------------------------------------------------------------------------------- |
|                                                                                        | 靈裝戰士 重播 （2021年12月29日－2022年3月14日）                                        |                                                                                        |
| 閃電十一人 獵戶座的刻印 重播                                                           | MIX 重播                                                                               |                                                                                        |

| 翡翠台 星期一至五 16:15－16:45 節目 | 翡翠台 星期一至五 16:15－16:45 節目      | 翡翠台 星期一至五 16:15－16:45 節目 |
| ----------------------------------- | ---------------------------------------- | ----------------------------------- |
|                                     | 靈裝戰士 重播 （2023年1月13日－3月24日） |                                     |
| 寶石寵物 重播                       | 數碼暴龍：重啟之戰 重播                  |                                     |

| Hands Up Channel 每日 08:40－09:10 節目 | Hands Up Channel 每日 08:40－09:10 節目 | Hands Up Channel 每日 08:40－09:10 節目 |
| --------------------------------------- | --------------------------------------- | --------------------------------------- |
|                                         | 靈裝戰士 （2023年4月20日－6月9日）      |                                         |
| 幸福爆發！光之美少女                    | 排球少年IV                              |                                         |

## 外部連結
遊戲
- （日語）《靈裝戰士》卡普空遊戲網站 （页面存档备份，存于）
- （日語）《靈裝戰士》萬代官方網站

動畫
- （日語）《靈裝戰士》公式官方網站
- （日語）《靈裝戰士》東京電視台官方網站 （页面存档备份，存于）
- （日語）最強跳躍公式官方網站 （页面存档备份，存于）
- （繁體中文）《靈裝戰士》TVB官方網站 （页面存档备份，存于）